# 南宮炫
南宮 炫（ナムグン・ヒョン、朝鮮語: 남궁현、1912年2月14日 - 1986年11月24日）は、日本統治時代の朝鮮の鉄道職員、米軍政期の独立運動家、大韓民国の政治家。制憲韓国国会議員。本貫は咸悦南宮氏。

## 経歴
日本統治時代の忠清南道扶余郡出身。ソウル鉄道中学校卒。鉄道局勤務を経て、光復後は独立運動家として活動し、大韓独立促成国民会扶余郡委員長、朝鮮民族青年団扶余郡団長、扶余甲選挙区選出の制憲国会議員、自由党忠南道委員長を務めた。
1986年11月24日午後、ソウル大病院で持病により死去。74歳没。